# Публий Вентидий Басс
Пу́блий Венти́дий Басс (лат. Publius Ventidius Bassus; умер вскоре после 38 года до н. э.) — древнеримский полководец, консул-суффект 43 года до н. э. Единственный римский полководец республиканского периода, отпраздновавший триумф за победу над парфянами.

## Биография

### Детство и молодость
Публий Вентидий являлся уроженцем пиценского города Аускул, который во время Союзнической войны 91—88 годов до н. э. был взят римлянами. Во время триумфа Гнея Помпея Страбона 25 декабря 89 года до н. э. он вместе с матерью был проведён в триумфальной процессии. Согласно Авлу Геллию, он был ещё мальчиком и находился на руках у матери, а по свидетельству Диона Кассия, он сражался против римлян и попал в плен.
Как рассказывает Авл Геллий, Вентидий снаряжал повозки и мулов для магистратов, направлявшихся в свои провинции, и вместе с Гаем Юлием Цезарем отправился в Галлию, где проявил усердие и стал другом Цезаря (тем не менее, в «Записках о Галльской войне» его имя не упоминается). Позднее Луций Мунаций Планк презрительно называл его «погонщиком мулов».
Не позже 45 года до н. э. Вентидий исполнял обязанности народного трибуна. Возможно, упомянут Марком Туллием Цицероном в письме Гаю Требонию как Сабин, которому он посвящает «Оратора». Цицерон упоминает Вентидия также в письме и к Титу Помпонию Аттику, датированном 8 июля 44 года до н. э.

### События 44—42 годов до н. э.
Известно, что в 43 году до н. э. Вентидий был претором. Когда консулы Авл Гирций и Гай Вибий Панса Цетрониан направились к Мутине против Антония, которого сенат объявил «врагом отечества», Вентидий поспешил к Риму, а затем двинулся на помощь Марку Антонию. Полководец Децим Брут в письме Цицерону от 29 апреля 43 года указывает, что не хочет дать Вентидию ускользнуть. При этом силы Вентидия совершили переход через Апеннины. Согласно письму Лепида, у Вентидия было три легиона. Те же сведения о численности войска, которое Вентидий привёл на помощь Антонию (называя VII, VIII и IX легионы), сообщают Гай Азиний Поллион и Аппиан.
По соглашению триумвиров Вентидий стал консулом-суффектом на конец 43 года. Авл Геллий приводит насмешливые строки, которые сложили римляне по этому поводу.

## Перузийская война
Вентидий командовал одной из армий в начале Перузийской войны, и Фульвия искала его помощи. Столкнувшись с войском Агриппы и Сальвидиена, он отступил в Фульциний и активных действий для помощи осаждённому Луцию Антонию не предпринимал. После окончания войны войско Планка присоединилось к Вентидию.
После соглашения Цезаря Октавиана и Марка Антония, достигнутого в 40 году до н. э., последний направил Вентидия в Азию как своего легата. Пока Антоний оставался в Афинах и наслаждался жизнью, Вентидий весной 39 года выступил в поход.

## Война с парфянами
К тому времени парфяне контролировали всю Сирию, одной из их армий командовал бывший республиканец Лабиен. Вентидий неожиданно подошёл к Тавру и выступил против Лабиена. Оставаясь на возвышенности и изображая слабость, он стремился лишить парфян возможности использовать конницу. В битве Вентидий одержал полную победу, Лабиен бежал.
Вентидий, устроив засаду, направил конницу Попедия Силона на гору Аман, но там отряд Силона атаковал парфянский полководец Фарнапат. Силон обратился в притворное бегство, Вентидий подоспел на помощь Силону, атаковал с фланга и разгромил Фарнапата, который погиб.
После этой победы Вентидий завладел почти всей Сирией. Собирая деньги, он прибыл в Иудею и разбил лагерь у Иерусалима, требуя от Ирода помощи против парфян. За эти две победы сенат назначил Антонию молебствия (формально Вентидий считался его легатом).
Крайне успешную для римлян кампанию 38 года до н. э. многие авторы упоминают кратко, подробнее всего изложение Диона Кассия, а на некоторые военные хитрости обращает внимание Фронтин.
Царевич Пакор готовился к походу на Сирию. Тогда Вентидий в беседе с местным аристократом Ханнеем рассказал, что больше всего опасается, что парфяне перейдут Евфрат близ города Зевгма (при этом он знал, что Ханней сочувствует парфянам и сообщит эти сведения Пакору). На то, чтобы навести мосты для переправы в этом месте, парфяне затратили более 40 дней, и Вентидий воспользовался этим временем, чтобы собрать войска. Согласно Флору, парфян было более 20 тысяч, что давало им численное превосходство.
Вентидий изобразил слабость римлян и заставил врага подойти ближе к лагерю. Этим он стремился избежать парфянских стрел. Когда враг был лишь в 500 шагах, внезапная атака тяжеловооружённых римлян привела к полному разгрому парфян, среди погибших был сам полководец Пакор. Эта битва произошла в тот же день, в который пятнадцатью годами ранее погиб Красс, разбитый при Каррах.

## После победы
После победы Вентидий приказал провезти голову Пакора по городам Сирии, и почти все они легко подчинились. Тогда он отправился в поход на Антиоха, царя Коммагены, и осадил Самосату. После разгрома Пакора Вентидий послал Ироду два легиона против Антигона.
Антоний, завидуя успехам Вентидия, заключил мир с Антиохом и отозвал полководца.
Сенат дал право на триумф совместно Антонию и Вентидию, но Антоний не воспользовался этим правом Триумф он отпраздновал 27 ноября 38 года до н. э.. Вероятно, Вентидий умер вскоре после этого, но год смерти его неизвестен. После смерти Вентидий был похоронен за государственный счёт.

## В массовой культуре

### В литературе
Вентидий является персонажем ряда исторических романов австралийской писательницы Колин Маккалоу: «По воле судьбы», «Октябрьский конь» и «Антоний и Клеопатра».

### В пьесах
Вентидий — один из второстепенных персонажей пьесы Шекспира «Антоний и Клеопатра».

### В кино
- Клеопатра / Cleopatra (США, 1912) — немой черно-белый фильм, режиссёр Чарльз Л. Гэскилл, в роли Вентидия Джеймс Р. Вейт.
- Клеопатра / Cleopatra (США, 1917) — немой черно-белый фильм, режиссёр Дж. Гордон Эдвардс, в роли Вентидия Хершел Майял, фильм считается утерянным.